# Instituto de Engenheiros Eletricistas e Eletrônicos
O Instituto de Engenheiros Eletricistas e Eletrônicos (português brasileiro) ou Instituto de Engenheiros Eletrotécnicos e Eletrónicos (português europeu) ou IEEE (pronuncia-se I-3-E, ou, conforme a pronúncia inglesa, eye-triple-e) é uma organização profissional sem fins lucrativos, fundada nos Estados Unidos. É a maior organização profissional do mundo dedicada ao avanço da tecnologia em beneficio da humanidade. O IEEE foi formado em 1963 pela fusão do Instituto de Engenheiros de Rádio (IRE) com o Instituto Americano de Engenheiros Eletricistas (AIEE). O IEEE tem filiais em muitas partes do mundo, sendo seus sócios engenheiros eletricistas, engenheiros da computação, cientistas da computação, profissionais de engenharia de telecomunicações, engenharia de automação industrial, etc. Sua meta era promover conhecimento no campo da engenharia elétrica, eletrônica e computação, mas atualmente sua abrangência incorpora áreas como a micro e nanotecnologias, ultrassom, bioengenharia, robótica, materiais eletrônicos, e muitos outros. Um de seus papéis mais importantes é o estabelecimento de padrões para formatos de computadores e dispositivos.
Geralmente participa em todas as atividades associadas com organizações profissionais:
- Editando e publicando jornais.
- Estabelecendo atividades de padrões baseadas em consenso.
- Organizando conferências.
- Promovendo publicações técnicas, de seus próprios jornais, padrões e textos de membros.[3]

## História
Os principais interesses da AIEE eram comunicações fio (telegrafia e telefonia) e sistemas de luz e força. A principal causa do IRE incluia engenharia de rádio, e foi formado a partir de duas pequenas organizações, a Society of Wireless and Telegraph Engineers e a Wireless Institute. Com a ascensão de eletrônicos na década de 1930, engenheiros eletrônicos geralmente se tornaram membros da IRE, mas as aplicações da tecnologia de tubo de elétrons se tornou tão extensa que os limites técnicos de diferenciação do IRE e a AIEE tornaram-se difíceis de distinguir. Após a Segunda Guerra Mundial, as duas organizações tornaram-se cada vez mais competitivas, e em 1961, a liderança tanto da IRE quanto da AIEE resolveram consolidar as duas organizações. As duas organizações se fundiram formalmente como o IEEE em 01 de janeiro de 1963.
Presidentes notáveis do IEEE e suas organizações fundadoras incluem Elihu Thomson (AIEE, 1889–1890),Alexander Graham Bell (AIEE, 1891–1892), Charles Proteus Steinmetz (AIEE, 1901–1902), Robert H. Marriott (IRE, 1912), Lee De Forest (IRE, 1930), Frederick E. Terman (IRE, 1941), William R. Hewlett (IRE, 1954), Ernst Weber (IRE, 1959; IEEE, 1963), e Ivan Getting (IEEE, 1978).

## Plano Estratégico
Os objetivos definidos pelo planejamento estratégico 2020-2025 do IEEE são:
- Impulsionar a inovação global por meio de ampla colaboração e compartilhamento de conhecimento.
- Aprimorar o entendimento público de engenharia e tecnologia e buscar padrões para sua aplicação prática.
- Ser uma fonte confiável de serviços e recursos educacionais para apoiar a aprendizagem ao longo da vida.
- Oferecer oportunidades de carreira e desenvolvimento profissional.
- Inspirar uma audiência mundial construindo comunidades que promovam interesses técnicos, informam políticas públicas e expandem o conhecimento para o benefício da humanidade.

A missão do IEEE é promover a inovação tecnológica e a excelência em benefício da humanidade. A visão para IEEE é que ele seja essencial para a comunidade técnica global e para os profissionais técnicos de todos os lugares e seja universalmente reconhecido pelas contribuições da tecnologia e dos profissionais técnicos na melhoria das condições globais.

## Padrões notáveis do IEEE

### IEEE 488
Padrão de comunicação digital paralelo de 8 bits, ainda usado para conectar instrumentos de teste em rede. Também conhecido como GPIB e HP-IB.

### IEEE 754
Aritmética de ponto flutuante, possibilitando uma maior precisão em cálculos.

### IEEE 802
Os padrões IEEE 802 são referentes às redes locais e redes metropolitanas.
Camadas da arquitetura IEEE 802:
- Física/Physical Layer (PHY): camada responsável pelo estabelecimento, manutenção e liberação de conexões físicas. A transmissão dos bits é feita através de um meio físico, podendo ser cabo coaxial, cabo par trançado ou Fibra óptica. Responsável pelo método de codificação e pela taxa de transmissão.
- Controle de acesso ao meio/Médium Access Control (MAC): camada responsável pela organização do acesso ao meio físico compartilhado. O controle é feito por técnicas: CSMA/CD (802.3), Token Bus (802.4), Token Ring (802.5), DQDB (802.6).
- Controle de enlace lógico/Logical Link Control (LLC): camada independente da camada MAC que é responsável pela multiplexação e por controle de erros e de fluxo.

Alguns sub-padrões do IEEE 802 conhecidos:
- IEEE 802.1: Padrão que especifica a relação entre os padrões IEEE e sua interação com os modelos OSI, assim como as questões de interconectividade e administração de redes.
- IEEE 802.2: Controle lógico de enlace (LLC), que oferece serviços de conexão lógica a nível de capa 2.
- IEEE 802.3: Padrão que especifica as camadas de ligação de dados do Modelo OSI para a interconexão de redes locais.
- IEEE 802.11: Padrão para redes locais sem fio.

### IEEE 829
Documentação de Teste de Software

## Divisão regional IEEE
O IEEE é dividido regionalmente de forma global, apresentando suas próprias unidades geográficas conforme a evolução histórica e fortalecimento da missão do instituto a nível mundial .
A seguir a lista para ir para a página inicial da região IEEE para obter mais informações sobre as atividades da unidade geográfica IEEE (seção, capítulo e grupo de afinidade) em cada região.
| Região 1 (Northeastern US) | Região 6 (Western US)                  |
| Região 2 (Eastern US)      | Região 7 (Canada)                      |
| Região 3 (Southern US)     | Região 8 (Africa, Europe, Middle East) |
| Região 4 (Central US)      | Região 9 (Latin America and Caribbean) |
| Região 5 (Southwestern US) | Região 10 (Asia and Pacific)           |

> IEEE-USA (Regiões 1-6)

## Região 9 (América Latina e Caribe)
A Região 9  é uma divisão geográfica do IEEE (uma das 10 existentes) que compreende a América Latina e o Caribe, e tem como missão oferecer serviços a nossos membros profissionais e estudantes que apoiam o processo de criação, desenvolvimento e integração da engenharia, compartilhando e aplicando conhecimentos sobre as tecnologias, ciências elétricas e da informação, adaptando-as às nossas condições e necessidades, com o objetivo de promover o desenvolvimento social e econômico da humanidade de forma regional.

## Grupos de Interesse
A organização da IEEE inclui a existência de dezenas de grupos de interesse, sendo que o maior deles é quase uma associação própria, a IEEE Computer Society.

## Grupos de Afinidade WIE (Women in Engineering)
IEEE Women in Engineering (WIE), em português "Mulheres na Engenharia",  é uma das maiores organizações profissionais internacionais dedicadas a promover engenheiras e cientistas para inspirar meninas em todo o mundo a seguir seus interesses acadêmicos na direção de uma carreira em Ciência, Tecnologia, Engenharia e Matemática (STEM).
O WIE oferece aos membros a oportunidade de realizar networking em nível local através dos seus grupos de afinidade. Entre essas oportunidades estão: coordenar eventos, mentorear alunos, ou até participar ativamente das decisões e planejamentos como um membro da diretoria. Atualmente, existem mais de 600 grupos de afinidade WIE em todo o mundo que organizam diversas atividades, incluindo workshops e palestras. Se você estiver interessado em se voluntariar com o IEEE WIE, o melhor lugar para começar é com um grupo de afinidade WIE local.
Seguindo as diretrizes do Comité global do IEEE Women in Engineering (WIE), o grupo deve se esforça para:
- Prestar assistência na formação de novos Grupos de Afinidade IEEE WIE e apoiar atividades em andamento;
- Reconhecer as notáveis realizações das mulheres na engenharia elétrica e eletrônica por meio de indicações ao IEEE Awards;
- Organizar workshops nas principais conferências técnicas para aprimorar o trabalho em rede e promover a associação ao IEEE WIE;
- Advogar mulheres em cargos de liderança na governança do IEEE e progressão na carreira de mulheres na profissão;
- Promover o avanço do grau de membro para mulheres nos níveis de membro do IEEE de membro sênior e companheiro;
- Facilitar o desenvolvimento de programas e atividades que promovam a entrada e a retenção de mulheres em programas de engenharia;
- Administrar o Programa IEEE Student-Teacher e Research Engineer/Scientist (STAR) para orientar jovens em escolas de ensino fundamental e médio.

## Graus de Membresia IEEE
A maioria dos membros do IEEE são engenheiros elétricos e eletrônicos, mas o amplo escopo de interesses da organização também atraiu pessoas em outras disciplinas (por exemplo, ciência da computação, engenharia de software, engenharia mecânica, engenharia civil, biologia, física e matemática).
Um indivíduo pode ingressar no IEEE como membro estudante, membro profissional ou membro associado. Para se qualificar como membro, o indivíduo deve cumprir determinados critérios acadêmicos ou profissionais e cumprir o código de ética e os estatutos da organização. Existem várias categorias e níveis de associação e afiliação IEEE:
- Membros estudantes (SM): a assinatura estudante está disponível por uma taxa reduzida para aqueles que estão matriculados em uma instituição de ensino superior credenciada como estudantes de graduação ou pós-graduação em tecnologia ou engenharia.
- Membros Alunos Graduados (GSM): A Afiliação Estudante Graduada tem desconto, mas os membros neste nível têm maiores privilégios do que os Membros Estudantes.
- Membros: a associação comum ou profissional exige que o indivíduo tenha se formado em um programa de tecnologia ou engenharia de uma instituição de ensino superior devidamente credenciada ou tenha demonstrado competência profissional em tecnologia ou engenharia por meio de pelo menos seis anos de experiência profissional de trabalho. A filiação associada está disponível para um indivíduo cuja área de especialização esteja fora do escopo do IEEE ou que não atenda, no momento da inscrição, a todos os requisitos para filiação plena. Os alunos e associados têm todos os privilégios dos membros, exceto o direito de votar e ocupar determinados cargos.
- Afiliadas da Sociedade: Algumas Sociedades IEEE também permitem que uma pessoa que não seja membro do IEEE se torne uma Afiliada da Sociedade de uma Sociedade específica dentro do IEEE, o que permite uma forma limitada de participação no trabalho de uma Sociedade IEEE específica.
- Membros Seniores: Ao cumprir certos requisitos, um membro profissional pode se inscrever para Associação Sênior, que é o nível mais alto de reconhecimento ao qual um membro profissional pode se inscrever diretamente. Os candidatos a Membro Sênior devem ter pelo menos três cartas de recomendação de membros Sênior, Fellow ou Honorário e cumprir outros requisitos rigorosos de educação, desempenho, contribuição notável e experiência na área. Os membros seniores são um grupo selecionado, e certas posições de dirigentes do IEEE estão disponíveis apenas para membros seniores (e companheiros). A afiliação sênior também é um dos requisitos para aqueles que são nomeados e elevados ao grau de Fellow do IEEE, uma honra distinta.
- Membros Fellow: O grau Fellow é o nível mais alto de associação, conferido pelo Conselho de Diretores do IEEE a pessoas "com [registros extraordinários] de realizações em qualquer um dos campos de interesse do IEEE". Não pode ser solicitado diretamente pelo membro; o candidato deve ser indicado por outros, e dos membros votantes do Instituto não mais do que um em mil pode ser selecionado como bolsista em qualquer ano.
- Honorary Members: Indivíduos que não são membros do IEEE, mas demonstraram contribuições excepcionais, como receber uma Medalha de Honra do IEEE, podem receber Membro Honorário do Conselho de Diretores do IEEE.
- Life Members, Life Senior Members or Life Fellows: membros que atingiram a idade de 65 anos e cujo número de anos de associação mais sua idade em anos somam pelo menos 100 são reconhecidos como Life Members, Life Senior Members or Life Fellows, como apropriado.

## Ações Voluntárias
O IEEE promove, através de seus ramos estudantis, oportunidades para os universitários promoverem atividades sociais e científicas em suas universidades. 
Adicionalmente, existem capítulos profissionais dos seus Grupos de Interesse e capítulos focados para os formados na última década, chamado de Young Professional (YP), antigo Graduates of the Last Decade (GOLD).

## Ramos Estudantis
Os Ramos Estudantis são cruciais para o crescimento e desenvolvimento dos membros do IEEE Student. Estas unidades estudantis criam uma rede local de alunos e dão aos alunos a oportunidade de conhecer e aprender com outros alunos, bem como com membros do corpo docente e profissionais da área.
O IEEE abre as portas para membros estudantis se unirem a maior organização profissional do mundo e se beneficiarem de vários recursos e oportunidades para alavancar a carreira e manter-se atualizado em temas técnicos. Os Ramos Estudantis são unidades organizacionais do IEEE espalhados pelas mais diversas universidades do mundo. Os Ramos Estudantis realizam vários eventos locais com alta qualidade. Veja abaixo em que universidades existem Ramos Estudantis no Brasil.

### Brasil
Há os seguintes ramos estudantis no Brasil.

Seção Nordeste-Brasil
- Universidade Federal de Alagoas – UFAL (Campus A.C. Simões) (AL) - Instagram: @ieee.ufal
- Cimatec (BA) - Instagram: @ieeecimatec
- Instituto Federal da Bahia – IFBA (Campus Paulo Afonso)  (BA) - Instagram: @ieeeifbapa
- Instituto Federal da Bahia – IFBA (Campus Salvador)  (BA) - Instagram: @ieeeifba
- Instituto Federal da Bahia – IFBA (Campus Vitória da Conquista) (BA) - Instagram: @ramoieeevdc
- Universidade Estadual de Feira de Santana – UEFS (BA) - Instagram: @ieeeuefs
- Universidade Federal da Bahia – UFBA (BA) - Instagram: @ieeeufba
- Universidade Federal do Recôncavo da Bahia  –  UFRB (BA)  - Instagram: @ramoieeeufrb
- Universidade Federal do Vale do São Francisco – UNIVASF (BA) - Instagram: @ieeeunivasf
- Universidade Salvador – UNIFACS (BA) - Instagram: @ieeeunifacs
- Universidade Federal do Ceará – UFC (Campus Fortaleza)  (CE) - Instagram: @ieee.ufc.fortal
- Universidade Federal do Ceará – UFC (Campus Sobral)  (CE) - Instagram: @ieeeufcsobral
- Instituto Federal da Paraíba – IFPB (Campus Campina Grande) (PB) - Instagram: @ieeeifpbcg
- Instituto Federal da Paraíba – IFPB (Campus João Pessoa)  (PB) - Instagram: @ramoieee.ifpb
- Universidade Federal de Campina Grande – UFCG (PB) - Instagram: @ieeeufcg
- Universidade Federal da Paraíba – UFPB (PB) - Instagram: @ramoieee.ufpb
- Universidade Federal Rural de Pernambuco – UFRPE (PE) - Instagram: @ieeeufrpe
- Universidade Federal do Rio Grande do Norte – UFRN (RN) - Instagram: @ieeeufrn
- Universidade Federal Rural do Semi-Árido - UFERSA (Campus Caraúbas)  (RN) - Instagram: @ieee_ufersacaraubas
- Universidade Federal Rural do Semi-Árido - UFERSA (Campus Mossoró)  (RN) - Instagram: @ieee.ufersa
- Universidade Federal de Sergipe - UFS (SE) - Instagram: @ieeeufs

Seção Centro-Norte Brasil
- Instituto Federal de Brasília - IFB
- Universidade de Brasília – UnB
- Universidade Federal do Pará – UFPA-Belém
- Universidade do Estado de Mato Grosso – UNEMAT-Sinop
- Universidade Federal do Tocantins – UFT-Palmas
- Universidade Federal de Goiás  – UFG-Goiânia

Seção Minas Gerais
- Universidade Federal de Juiz de Fora - UFJF
- Pontifícia Universidade Católica de Minas Gerais - PUC-Minas
- Universidade Federal de Minas Gerais - UFMG
- Pontifícia Universidade Católica de Minas Gerais campus Poços de Caldas - PUC-Minas - Poços de Caldas
- Universidade Federal de São João del-Rei - UFSJ

São Paulo
- Escola Politécnica da USP – São Paulo
- Universidade de São Paulo – São Carlos
- Universidade de Campinas – UNICAMP
- Universidade Federal do ABC – UFABC
- UNESP – Guaratinguetá
- UNESP – Bauru
- Faculdade de Engenharia Industrial – FEI
- UNESP – Ilha Solteira
- Universidade Presbiteriana Mackenzie

Rio de Janeiro
- Centro Federal de Educação Tecnológica Celso Suckow da Fonseca – CEFET/RJ Maracanã
- Universidade Católica de Petrópolis – UCP
- Universidade do Estado do Rio de Janeiro – UERJ Maracanã
- Universidade Federal do Rio de Janeiro – UFRJ
- Universidade Federal Fluminense – UFF
- Universidade Veiga de Almeida – UVA Maracanã
- Instituto Federal Fluminense – IFF Macaé
- Instituto Federal Fluminense – IFF Campos dos Goytacazes
- Universidade Federal do Espírito Santo – UFES
- Pontifícia Universidade Católica – PUC Rio de Janeiro

Sul Brasil
- IOESTE
- Universidade Estadual de Maringá – UEM
- Universidade Estadual de Londrina – UEL
- Universidade do Contestado – UnC
- Universidade Federal de Santa Catarina – UFSC
- Universidade Federal do Rio Grande do Sul – UFRGS
- Universidade Federal do Rio Grande - FURG
- Universidade Federal de Santa Maria - UFSM
- Universidade do Vale do Rio dos Sinos - UNISINOS

### Portugal
Há os seguintes ramos estudantis em Portugal:
- Instituto Politécnico de Castelo Branco
- Instituto Politécnico de Leiria (est. 2 de setembro de 2013)
- Instituto Politécnico de Lisboa - ISEL
- Instituto Superior Técnico (est. 1991)
  - Instituto Superior Técnico IAS Student Chapter
  - Instituto Superior Técnico CS Student Chapter
  - Instituto Superior Técnico RAS Student Chapter (est. 14 de junho de 2013)
  - Instituto Superior Técnico EMBS Student Chapter (est. 2014)
  - Instituto Superior Técnico WiE Student AG (est. 2011)
- ISCTE – Instituto Universitário de Lisboa (est. 23 de agosto de 2012)
- Universidade da Beira Interior
- Universidade de Aveiro
- Universidade de Coimbra
- Universidade Nova de Lisboa
- Universidade do Minho
- Universidade do Porto (est. 20 de junho de 1994) [13]
- Instituto Superior de Engenharia do Porto (est. 23 de julho de 2012)

## Prêmios
Através de seu programa de prêmios, o IEEE reconhece as contribuições que avançam os campos de interesse do IEEE. Por quase um século, o Programa de Prêmios IEEE prestou homenagem aos profissionais técnicos cujas realizações e contribuições excepcionais deixaram um impacto duradouro sobre a tecnologia, a sociedade e a profissão de engenharia.
O IEEE Awards Board (AB) administra as mais elevadas medalhas, prêmios e reconhecimentos do IEEE. O Programa de Prêmios IEEE honra a membros e outros profissionais por seus serviços à sociedade. Para mais detalhes, visite a página web de prêmios IEEE.
Os fundos para o programa de prêmios, que não os fornecidos pelos patrocinadores corporativos para alguns prêmios, são administrados pela Fundação IEEE.

### Medalhas
- Medalha de Honra IEEE
- Medalha Edison IEEE

- IEEE Founders Medal (para liderança, planejamento e administração)
- IEEE James H. Mulligan, Jr. Education Medal
- Medalha Alexander Graham Bell IEEE (para engenharia de comunicações)
- IEEE Simon Ramo Medal (para sistemas engenharia)
- IEEE Medal for Engineering Excellence
- IEEE Medal for Environmental and Safety Technologies
- IEEE Medal in Power Engineering
- Medalha Richard W. Hamming (para tecnologia da informação)
- IEEE Heinrich Hertz Medal (para eletromagnetismo)
- IEEE Jun-ichi Nishizawa Medal para ciências de materiais e dispositivos
- Medalha John von Neumann IEEE (para tecnologia de informática)
- IEEE Jack S. Kilby Signal Processing Medal
- IEEE Dennis J. Picard Medal para Tecnologias e Aplicações de Radar
- Medalha Robert N. Noyce (para microeletrônica)
- IEEE Medal for Innovations in Healthcare Technology
- IEEE RSE Wolfson James Clerk Maxwell Award
- IEEE Centennial Medal

### Prêmios Estudantis[14]
Ramos Estudantis oferecem inúmeras vantagens educacionais, técnicas e profissionais aos membros do IEEE Student por meio de projetos especiais, atividades, reuniões, passeios e viagens de campo. No entanto, essas atividades e vantagens não são realizadas sem o esforço, trabalho e diligência de voluntários. O IEEE criou vários Prêmios de Filial Estudantil para reconhecer e recompensar os esforços desses indivíduos e equipes incansáveis.
Existem diferentes chamados de nível estudantil para reconhecer os líderes e os Ramos Estudantis mais destacados na Região 9.
No IEEE Member and Geographic Activities Boards (MGA) encontram-se os seguintes reconhecimentos:
- Larry K. Wilson Regional Student Activities Award;
- IEEE Student Enterprise Award;
- IEEE Regional Exemplary Student Branch Award;
- IEEE Outstanding Branch Counselor and Branch Chapter Advisor Award;
- The Darrel Chong Student Activity Award.